# Henry Suzzallo
Henry Suzzallo (San José, 1875. augusztus 22. – Seattle, 1933. szeptember 25.) 1915 és 1926 között a Washingtoni Egyetem 17. rektora, 1930 és 1933 között pedig a Carnegie Foundation for the Advancement of Teaching elnöke.
Ő a Washingtoni Egyetem Suzzallo Könyvtárának névadója.

## Élete és pályafutása
A San Joséban született Suzzallo szülei a Velencei Köztársaságból költöztek az Amerikai Egyesült Államokba. Henry Suzzallo diplomáit a Kaliforniai Állami Normáliskolában (ma San Joséi Állami Egyetem), a Stanford Egyetemen és a Columbia Egyetemen szerezte. Később a Stanfordon és a Columbián is oktatott, valamint a San Franciscó-i tankerület felügyelőhelyettese volt. A Washingtoni Egyetem rektori pozícióját 1915-től töltötte be.
A Pittsburghi Egyetem a vezetői pozíció betöltéséért fizetésének dupláját ajánlotta, azonban ezt ő visszautasította. A Carnegie Alapítvány, a Heidelbergi Egyetem és más szervezetek is megbízható, szavahihető személyiségként nyilatkoztak róla. Suzzallo Richard Frederick Scholz és Dr. Robert Max Garrett oktatókkal a Zeta Psi diákszövetség Phi Lambda szervezetének tagja lett.
Az első világháborúban a védelmi bizottság elnöke, a hadmunkabizottság tanácsadója és a munkaipari bizottság tagja volt. A faipari dolgozók napi nyolc órás munkaidőt követeltek, amelyet Suzzallo támogatott. Roland H. Hartley kormányzó és faipari befektető 1926-ban a Washingtoni Egyetem hét tagú igazgatótanácsának öt tagját menesztette, és helyükre hozzá hű személyeket ültetett. Később bejelentették Suzzallo távozását, amelyet nem indokoltak.
Suzzallo 1933-ban hunyt el Seattle-ben.

## Fordítás
- Ez a szócikk részben vagy egészben  a   Henry Suzzallo című angol Wikipédia-szócikk ezen változatának fordításán alapul.  Az eredeti cikk szerkesztőit annak laptörténete sorolja fel. Ez a jelzés csupán a megfogalmazás eredetét és a szerzői jogokat jelzi, nem szolgál a cikkben szereplő információk forrásmegjelöléseként.